# Bogdan Jański
Bogdan Teodor Jański (Lisowo, Voivodato de Podlaquia, 26 de marzo de 1807 - Roma, 2 de julio de 1840) fue un abogado, economista, profesor y activista polaco de la Gran Emigración, religioso católico y fundador de la Congregación de la Resurrección.

## Biografía
Bogdan Teodor Jański nació en la localidad de Losowo, en el voivoado de Podlania, el 26 de marzo de 1807, en el seno de una familia de la baja nobleza polaca. Fue el primogénito de cuatro hermanos. Su padre fue Piotr Jański, de la casa de los Doliwa, quien fue soldado napoleónico y arrendatario de bienes nacionales; mientras que su madre Agnieszka, pertenecía a la familia de los Przeginia y se dedicaba a las labores del hogar. Bogdan realizó sus primeros estudios en la escuela de los benedictinos de Pułtusk y luego, a los 15 años de edad, empezó a recibir clases privadas de matemáticas, lengua polaca y caligrafía. Entre 1823 y 1827 estudió derecho, filosofía y economía en la Universidad de Varsovia. Obtuvo la maestría en derecho y economía. Al terminar sus estudios, en 1827, ejerció como abogado y, desde 1828, como profesor del Politécnico de Varsovia. Realizó una pasantía científica en París (1828-1830), donde creció su interés por las ciencias sociopolíticas y adhirió al movimiento ideológico sansimonista. Estudió en Londres entre 1830 y 1831, donde conoció a los economistas Robert Owen y John Stuart Mill.
El 23 de octubre de 1828, Jański se casó Aleksandra Zawadzka, hija de un activista independentista. Estaba a punto de iniciar una tercera pasantía científica en Berlín, cuando estalló en Polonia el Levantamiento de Noviembre de 1830. El gobierno nacional le encomendó la tarea de agente secreto y corresponsal, recibiendo el rango de capitán en la primavera de 1831. Debido a la derrota polaca, el Imperio ruso cerró las puertas de Polonia y no pudo regresar a país. Por esta razón empezó a servir a los inmigrantes polacos en París, como periodista, conferenciante y en actividades sociales y caritativas. En 1831 conoció en París a Adam Mickiewicz para quien tradujo varias de sus obras al francés, entre ellas su famoso poema Dziady.
Jański fue miembro temporal del Comité Nacional Polaco y permanente de la Sociedad Histórico Literaria Polaca. Cargos que le llevaron a traducir numerosos escritos polacos al francés, tales como obras de Stefan Witwicki y Maurycy Mochnacki, y las del ya mencionado Mickiewicz. Jański fue uno de los organizadores de la librería polaca en París y el administrador de la Biblioteca Polaca de París. A través del estudio y sus múltiples reuniones y conferencias de conciencia, se inició en él una transformación interior y un resurgimiento religioso, al menos racional. Este proceso llevó cuatro años. En 1832 rompió con la doctrina sansimonista y en 1834 hizo una confesión general. Ese mismo año participó en la fundación de una organización laica, los Hermanos Unidos, para el estudio de la Biblia y la participación en los sacramentos. Iban a misa todos los viernes y estaba compuesta, entre otros personajes polacos de la época, por Adam Mickiewicz, Antoni Gorecki, Ignacio Domeyko, Cezary Plater y Józef Bohdan Zaleski. Luego del fracaso de la unión, Jański, junto con los jóvenes inmigrantes Adam Celiński, Piotr Semenenko, Hieronim Kajsiewicz y Leon Przecławski, inició una nueva organización con el nombre de Sociedad Nacional, con el fin de introducir los principios cristianos en la vida pública y privada de los polacos, pero que también terminó en fracaso.
Con el ideal de mantener una vida dedicada a los valores cristianos, Jański, junto a otros inmigrantes polacos, fundó en París, el 17 de febrero de 1836, la Congregación de la Resurrección. Inicialmente se preocupó por la preparación teológica de sus discípulos, enviándolos a estudiar a Roma, en el Collegio Romano. El fundador viajó a Roma el 18 de diciembre de 1839 y con el permiso de su esposa comenzó a estudiar teología, con el ideal de ordenarse sacerdote. Sin embargo, a causa de una tuberculosis avanzada, murió el 2 de julio de 1840.

## Culto
El proceso informativo para la causa de beatificación y canonización de Bogdan Jański fue introducido en la diócesis de Płock, por el obispo Stanisław Wielgus y a petición de la Congregación de la Resurrección, el 19 de mayo de 2005. El proceso diocesano fue clausurado el 19 de abril de 2008 y ahora se halla en la Santa Sede, por lo cual, en la Iglesia católica recibe el título de siervo de Dios.